# Xã Ellisville, Quận Williams, Bắc Dakota
Xã Ellisville (tiếng Anh: Ellisville Township) là một xã thuộc quận Williams, tiểu bang Bắc Dakota, Hoa Kỳ. Năm 2010, dân số của xã này là 14 người.